# Thomas de Grey
Thomas Philip de Grey, 2. hrabia de Grey KG (ur. 8 grudnia 1781 w Newby
, zm. 14 listopada 1859 w Londynie) – brytyjski arystokrata i polityk, członek stronnictwa torysów i Partii Konserwatywnej, minister w pierwszym rządzie Roberta Peela.
Urodził się jako Thomas Philip Robinson. Był najstarszym synem Thomasa Robinsona, 2. barona Grantham, i Mary Yorke, córki 2. hrabiego Hardwicke. Jego młodszym bratem był Frederick Robinson, późniejszy premier Wielkiej Brytanii. Po śmierci ojca w 1786 r. Thomas odziedziczył tytuł 2. barona Grantham i po osiągnięciu wymaganego prawem wieku zasiadł w Izbie Lordów. W 1803 r. zmienił nazwisko nad Weddell. Po śmierci ciotki w 1833 r. odziedziczył tytuł 2. hrabiego de Grey. Zmienił również nazwisko na de Grey.
W latach 1798–1801 studiował w St John’s College na Uniwersytecie Cambridge . W grudniu 1834 r. został członkiem Tajnej Rady oraz otrzymał stanowisko pierwszego lorda Admiralicji, które sprawował do kwietnia 1835 r. Od września 1841 do lipca 1844 r. był Lordem Namiestnikiem Irlandii. Od 1818 r. był Lordem Namiestnikiem Bedfordshire. W 1844 r. został kawalerem Orderu Podwiązki. Był adiutantem króla Wilhelma IV i królowej Wiktorii.
Po założeniu Królewskiego Instytutu Brytyjskich Architektów w Londynie w 1834 r., de Grey został jego pierwszym prezesem i pozostał na tym stanowisku do swojej śmierci w 1859 r. Lord de Grey był także członkiem Towarzystwa Królewskiego, Towarzystwa Starożytności, a od 1848 r. był jednym z komisarzy New Buckingham Palace.
20 lipca 1805 r. poślubił lady Henriettę Cole, córkę 1. hrabiego Enniskillen. Miał z nią dwie córki. Najstarsza, Anne, odziedziczyła po jego śmierci tytuł baronowej Lucas of Crudwell. Tytuły hrabiego de Grey i barona Grantham odziedziczył bratanek Thomasa, George.